# Stiven Ču
Stiven Ču (engl. Steven Chu, 28. februar 1948 -) je američki fizičar i nobelovac kineskog porekla koji je služio kao ministar energije u administraciji predsednika Baraka Obame. Ču je poznat po tome što je u laboratorijama Bell Labs vršio istraživanja hlađenja i zadržavanja atoma laserskim zracima, a za šta je godine 1997. dobio Nobelovu nagradu zajedno sa Klod Koen-Tanuđiom i Vilijamom Danijelom Filipsom. Kada je imenovan za ministra, predavao je fiziku i molekularnu biologiju na Univerzitetu Kalifornije u Berkliju te služio kao direktor Nacionalne laboratorije Lovrens Berkli, gde se proučavaju biološke sisteme na jednomolekularnom nivou. Pre toga je predavao fiziku na Univerzitetu Stanford.
Ču je dao ostavku na položaj ministra za energiju 22. aprila 2013. On se vratio na Stanford kao profesor fizike i profesor molekularne & ćelijske fiziologije.
Poznat je kao vatreni zagovornik alternativnih izvora energije, ali i nuklearne energije, te tvrdi da je oslobađanje sveta o zavisnosti od fosilnih goriva ključan preduslov borbe protiv klimatskih promena. Ču predlaže stvaranje globalne „glukozne ekonomije” - oblika niskokarbonske ekonomije u kojoj bi se glukoza iz tropskog bilja danas iskorištavala na isti način kao nafta. Ču je takođe poznat i kao tvorac predloga da se krovovi zgrada boje u belo kako bi se time reflektovala sunčeva svetlost u svemir, odnosno tako umanjio efekt globalnog zagrevanja.

## Energija i klimatske promene
Ču je bio vokalni zagovornik sprovođenja daljih istraživanja obnovljive i nuklearne energije, tvrdeći da je udaljavanje od fosilnih goriva esencijalno za sprečavanje daljih klimatskih promena i globalnog zagrevanja. On je isto tako govorio 2009 i 2011 na američkom Nacionalnom američkom takmičenju o značaju američkih studenata u naučnim poljima, naglašavajući njihovu buduću ulogu u planiranju životne sredine i globalnim inicijativama. Ču je rekao da tipična termoelektrana na fosilna goriva emituje 100 puta više radijacije nego nuklearna elektrana.
Ču upozorava da globalno zagrevanje može da uništi Kalifornijske farme u toku jednog veka.
On se pridružio Kopenhagenskom klimatskom savetu, međunarodnoj kolaboraciji između biznisa i nauke uspostavljenog s ciljem stvaranja momenta za UN konferenciju o klimatskim promenama iz 2009 u Kopenhagenu, Danska.
Godine 2015, Ču je potpisao Majnausku deklaraciju 2015 o klimatskim promenama finalnog dana 65. Lindauskog sastanka Nobelovih laureata. Tu deklaraciju je ukupno potpisalo 76 Nobelovih laureata i ona je bila uručena tadašnjem predsedniku Francuske, Fransoi Olandu, kao deo uspešnog COP21 klimatskog samita u Parizu.

## Spoljašnje veze
- Bio Архивирано на веб-сајту  (16. јануар 2009) from Lawrence Berkeley National Laboratory
  - Energy@Berkeley: Solutions for Global Warming[мртва веза], Berkeley University, November 13, 2007 includes link to event on YouTube
  - BP Makes Berkeley World Center for Biofuels Архивирано на веб-сајту  (30. децембар 2016) press release on the BP collaboration February 16, 2007
  - Alternative Energy Sources Архивирано на веб-сајту  (1. јун 2019) March 28, 2005, Chu's PowerPoint presentation
- Boulder’s physicists give Chu thumbs-up Article on other Nobel laureates' reactions to Chu as secretary of energy
- Biography and Bibliographic Resources, from the Office of Scientific and Technical Information, United States Department of Energy
- UCTV Programs with Steven Chu
  - Physics Meets Biology
  - Berkeley's Nobel Tradition
  - Holding on to Atoms and Molecules with Lasers: Laser Cooling - From Atomic Clocks to Watching Biomolecules Move
  - What Can Physics Say About Life?
  - Conversations with History: A Scientist's Random Walk, with Steven Chu
- Bio Архивирано на веб-сајту  (3. јун 2007) and personal page Архивирано на веб-сајту  (10. октобар 2008) from Stanford University Department of Physics
  - Steven Chu: Uncovering the secret life of molecules Архивирано на веб-сајту  (26. фебруар 2009) from Stanford [Online] Report (July 16, 1997)
- Chu's biophysics research group at University of California, Berkeley
  - Growing energy: Berkeley Lab's Steve Chu on what termite guts have to do with global warming from UC Berkeley News (September 30, 2005)
- Chu's lecture on the Helios Project for renewable energy на веб-сајту  March 12, 2008
- The Nobel Prize in Physics 1997 from Nobel Prize with biography, lecture, diploma, photos, symposia and links
- "Climate Disasters a 'Significant Possibility' Архивирано на веб-сајту  (4. јул 2010) Interview with Steve Chu at Copenhagen Climate Council, November 3, 2008.
- Interview with Steven Chu from "Growing Energy" from the PBS series e² energy
- Interview with New York Times